# Anisozyga adornata
Anisozyga adornata là một loài bướm đêm trong họ Geometridae.